# Michalina Isaakowa

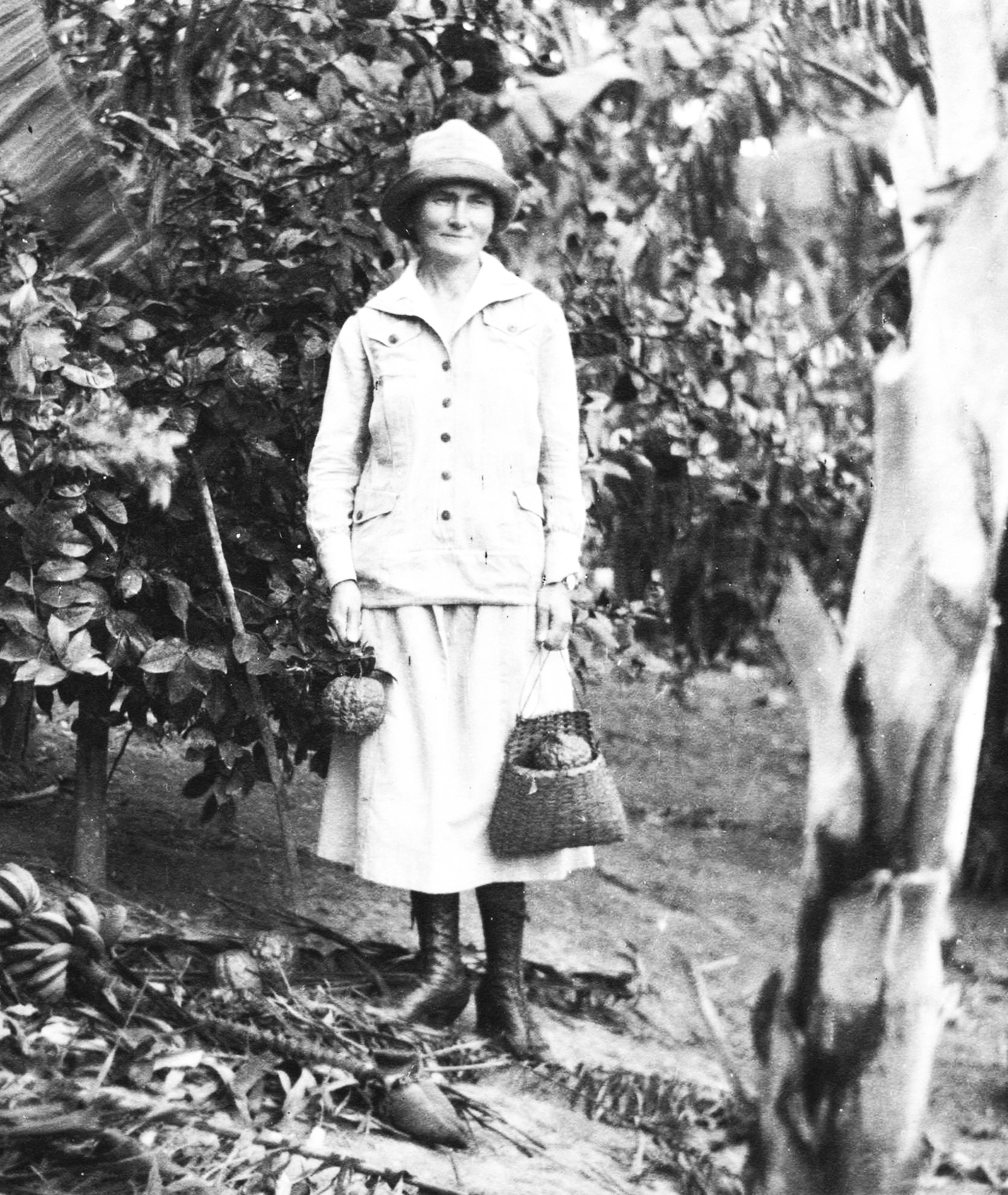
Michalina Isaakowa na plantacji bananów w Paranie, 1928

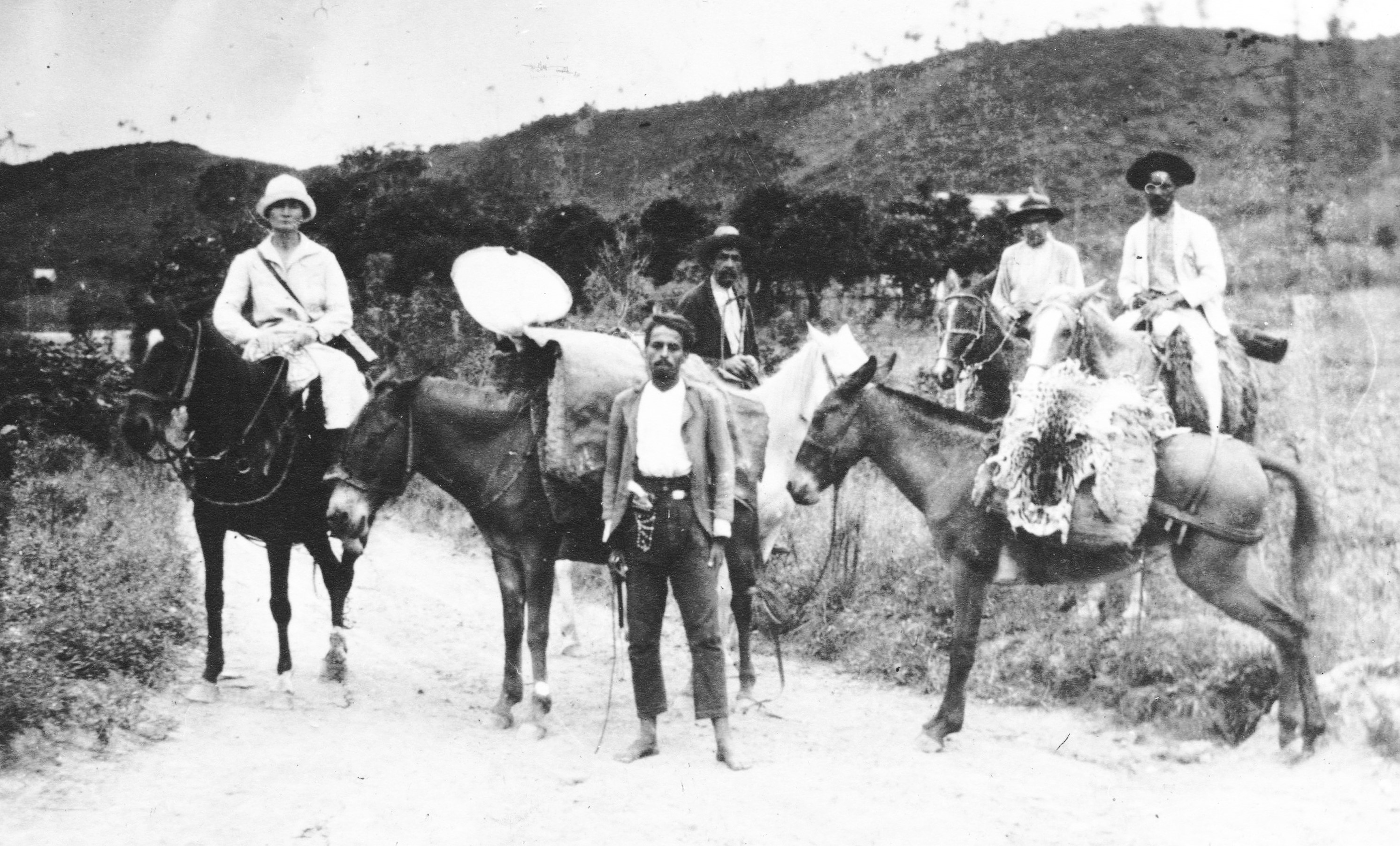
Michalina Isaakowa powracająca konno z Parany – na mułach widoczne kosze ze zbiorami, 1928

Michalina Isaakowa (ur. 1880, zm. 1937?) – polska entomolog–amator, podróżniczka i pisarka.

## Życiorys
Była córką zarządcy kilku majątków ziemskich w Świętokrzyskiem, uczestnika powstania styczniowego – Natala Hochbauma i Emilii z d. Kiesiewicz, którzy doczekali się licznego potomstwa. Niewiele wiadomo na temat jej lat młodzieńczych, można jednak sądzić, że zdobyła przynajmniej wykształcenie średnie. Posługiwała się bowiem łaciną, znała język francuski i rosyjski. Miała sporą wiedzę w takich dziedzinach jak biologia, geografia i historia. Czytała również literaturę piękną.
Wyszła za mąż będąc już kobietą trzydziestokilkuletnią. Poślubiła owdowiałego w 1914 Juliusza Isaaka, cenionego entomologa–amatora, posiadacza dużej kolekcji unikatowych okazów owadów i autora publikacji entomologicznych. Zamieszkała z nim w Zawierciu na Śląsku. Z obserwatorki lokalnie żyjących gatunków rzędu Lepidoptera przeistoczyła się w pierwszą polską badaczkę motyli. Na co dzień towarzyszyła mężowi podczas wypraw w teren, a ponadto poszerzała wiedzę i doskonaliła praktyczne umiejętności entomologa w jego pracowni w Zawierciu.
Ich wspólnym marzeniem była podróż do Ameryki Południowej, aby samodzielnie poszukiwać i badać motyle tropikalne. Niestety najpierw brak odpowiednich funduszy, a później jego choroba i śmierć uniemożliwiły te plany. Zrealizowała je więc sama. Po trzech latach przygotowań wyruszyła we wrześniu 1926 w podróż do Brazylii. Popłynęła statkiem z Marsylii do Rio de Janeiro. W Brazylii przebywała prawie dwa lata od 1926 do 1928. W tym czasie przemierzyła m.in. stan Parana, dotarła nad rzekę Ivaí oraz w okolice Apucarany. Jej wyprawy w Paranie obfitowały w niebezpieczne zdarzenia – utratę orientacji w dżungli, spotkania z dzikimi zwierzętami, nieprzewidywane i nagłe załamania pogody, oraz napad uzbrojonych bandytów, terroryzujących lokalną ludność. Poza zajęciami entomologicznymi w terenie dużo czasu poświęciła na poznanie diaspory polskiej w Kurytybie. Właśnie do tego miasta skierowała się zaraz po przybyciu do Brazylii. W ciągu kilku miesięcy nauczyła się języka portugalskiego, a także jeździć konno, wiosłować i strzelać do ptaków z karabinka małokalibrowego.
Dokładny zapis podróży prowadziła w dzienniku, którego forma była zbliżona do reportażu podróżniczego. Owe relacje z Brazylii ukazały się w wydanej w 1937 książce pt. Polka w puszczach Parany, opatrzonej fotografiami zrobionymi przez autorkę. Publikacja ta stanowi świetną dokumentacją przyrodniczą nieistniejącej już w znacznej części dżungli parańskiej.
Do kraju wróciła w maju 1928, przywożąc zbiór owadów, liczący 15 tysięcy okazów. Później prezentowała go, organizując wystawy i wykłady w całej Polsce, które cieszyły się dużą popularnością. Dzięki swoim dokonaniom została przyjęta do Polskiego Towarzystwa Entomologicznego.
Pod koniec 1936 ponownie wyruszyła do Ameryki Południowej. Dotarła do Peru, gdzie zaginęła bez wieści. Z wyprawy tej już nie wróciła. Gazety informowały o jej śmierci spowodowanej febrą. Jednakże w 1939, na krótko przed wybuchem II wojny światowej, poselstwo polskie w Rio de Janeiro oficjalnie poinformowało rodzinę podróżniczki o jej utonięciu po rozbiciu się czółna indiańskiego na rzece Ukajali. Do tragicznego wypadku miało dojść w 1937. Ze względu na działania wojenne nigdy nie podjęto akcji poszukiwawczej.

Arkady Fiedler: W czasie wyprawy naukowej do Parany w południowej Brazylii (...) natrafiałem często w polskich koloniach na ślady dziwnej kobiety. Samiuteńka przyjechała z Polski, przez dwa lata żyła w Paranie. (...) wdzierała się w mroczną puszczę, tam gdzie nawet uzbrojony mężczyzna chadzał niechętnie, i polowała gorliwie przez cały czas na najosobliwszą i najciekawszą zwierzynę, jaką stworzyła przyroda południowoamerykańska: na owady, a głównie motyle.

## Publikacje
- Polka w puszczach Parany, przedmowa Arkadego Fiedlera, wyd. Księgarnia św. Wojciecha, Poznań 1937 – wznowiona przez Wydawnictwo Ciekawe Miejsca, 2011

## Upamiętnienie
- Jej postać opisał polski podróżnik, Mieczysław Lepecki w książce Parana i Polacy, wydanej w 1962.
- Ula Ryciak poświęciła jej rozdział w swojej książce Poławiaczki pereł • Pierwsze Polki na krańcach świata, wydanej przez Znak w 2020, ISBN 978-83-240-5914-0.